# Bahnhof Circular Quay (Sydney)

Der Bahnhof Circular Quay liegt im gleichnamigen Gebiet im Zentrum der australischen Metropole Sydney. Mit dem angrenzenden Fährterminal und dem benachbarten Busbahnhof an der Alfred Street ist er einer der bedeutendsten Knotenpunkte des öffentlichen Verkehrs in Sydney.

## Lage
Der Bahnhof liegt am Sydney Cove direkt am Ufer des Parramatta Rivers. Nordwestlich davon liegt die Sydney Harbour Bridge, dessen südöstliche Ausfallstraße (Cahill Expressway) über den Bahnhof führt. Nordöstlich befindet sich das Sydney Opera House. Durch die erhöhte Lage der Bahnsteige ermöglichen sich von diesen aus Ausblicke auf den Circular Quay, die Harbour Bridge und das Opera House.

## Geschichte
Seit 1788 war der Circular Quay der zentrale Hafen Sydneys. Zu Beginn des 20. Jahrhunderts wurden Pendlerfähren für schnellere Verbindungen zu den nördlichen Stadtteilen Sydneys auf der anderen Flussseite eingeführt. Dazu entstand am Circular Quay zusätzlich ein Knotenpunkt im Straßenbahnnetz. Erste Pläne zur Errichtung eines Bahnhofs entstanden 1906 und die Bauarbeiten begannen 1915. Geplant waren zwei Tunnel zur Central Station, die eine Schlaufe durchs Stadtzentrum bilden sollten. Im Abschnitt rund um den Circular Quay starteten die Arbeiten erst 1937 und wurden dann durch den Zweiten Weltkrieg unterbrochen, so dass der komplette City Circle mit dem Bahnhof Circular Quay erst am 22. Januar 1956 eröffnet werden konnte.
Direkt über dem Bahnhof wurde 1958 der Cahill Expressway eröffnet, von dessen Fußgängerwegen Zugänge in den Bahnhof führen. Für beide Verkehrsträger wurde bereits mehrmals erwogen, sie unterirdisch zu führen.

## Verkehr
Eisenbahn
Circular Quay wird durch die Linien T2, T3 und T8 von Sydney Trains bedient, welche unter anderem Verbindungen in diverse Vororte, dem Hauptbahnhof und dem Flughafen Sydney-Kingsford Smith anbieten.
Light Rail
Seit 2019 ist Circular Quay Endpunkt zweier Linien der Stadtbahn Sydney: Die L2 verkehrt über den Hauptbahnhof nach Randwick, die L3 nach Kingsford.
Fähre
Das Fährterminal mit fünf Anlegestellen wird von allen Fähren, welche im Hafen und auf dem Parramatta zirkulieren, angefahren. Des Weiteren verkehren weitere Schiffe und Wassertaxis. Westlich davon befindet sich eines der beiden Kreuzfahrtterminals Sydneys.
Bus
In der Alfred Street, zum Bahnhof benachbart, betreibt Transdev John Holland einen Busbahnhof, der als Endpunkt diverser Linien aus dem Osten der Stadt dient.